# Селенид сурьмы(III)
Селенид сурьмы(III) — бинарное неорганическое соединение металла сурьмы и селена с формулой Sb2Se3, чёрные кристаллы, не растворимые в воде.

## Получение
- Нагревание сурьмы с селеном:

{\displaystyle {\mathsf {2Sb+3Se\ {\xrightarrow {T}}\ Sb_{2}Se_{3}}}}

## Физические свойства
Селенид сурьмы(III) образует чёрные кристаллы,
ромбическая сингония, пространственная группа P bmn, параметры ячейки a = 1,1633 нм, b = 1,1780 нм, c = 0,3985 нм, Z = 4.

## Химические свойства
- Восстанавливается водородом до низших селенидов:

{\displaystyle {\mathsf {Sb_{2}Se_{3}+H_{2}\ {\xrightarrow[{-H_{2}Se}]{T}}\ Sb_{3}Se_{4},Sb_{4}Se_{5},SbSe}}}

## Применение
- Полупроводник.